# Ponorac (Sjenica)
Pour les articles homonymes, voir Ponorac.
Ponorac (en serbe cyrillique : Понорац) est un village de Serbie situé dans la municipalité de Sjenica, district de Zlatibor. Au recensement de 2011, il comptait 217 habitants.

## Démographie
| 1948 | 1953 | 1961 | 1971 | 1981 | 1991 | 2002 | 2011 |
| ---- | ---- | ---- | ---- | ---- | ---- | ---- | ---- |
| 464  | 587  | 469  | 465  | 388  | 292  | 186  | 217  |

|  |